# Церква Вознесіння Христового (Звечан)
Церква Вознесіння Христового (інша назва – Святого Спаса) — православний храм у Північній Македонії, головна сільська церква поречського села Звечан.
Церква знаходиться на асфальтовій дорозі, яка веде до села Звечан. На подвір'ї церкви також розташований сільський цвинтар.

## Галерея

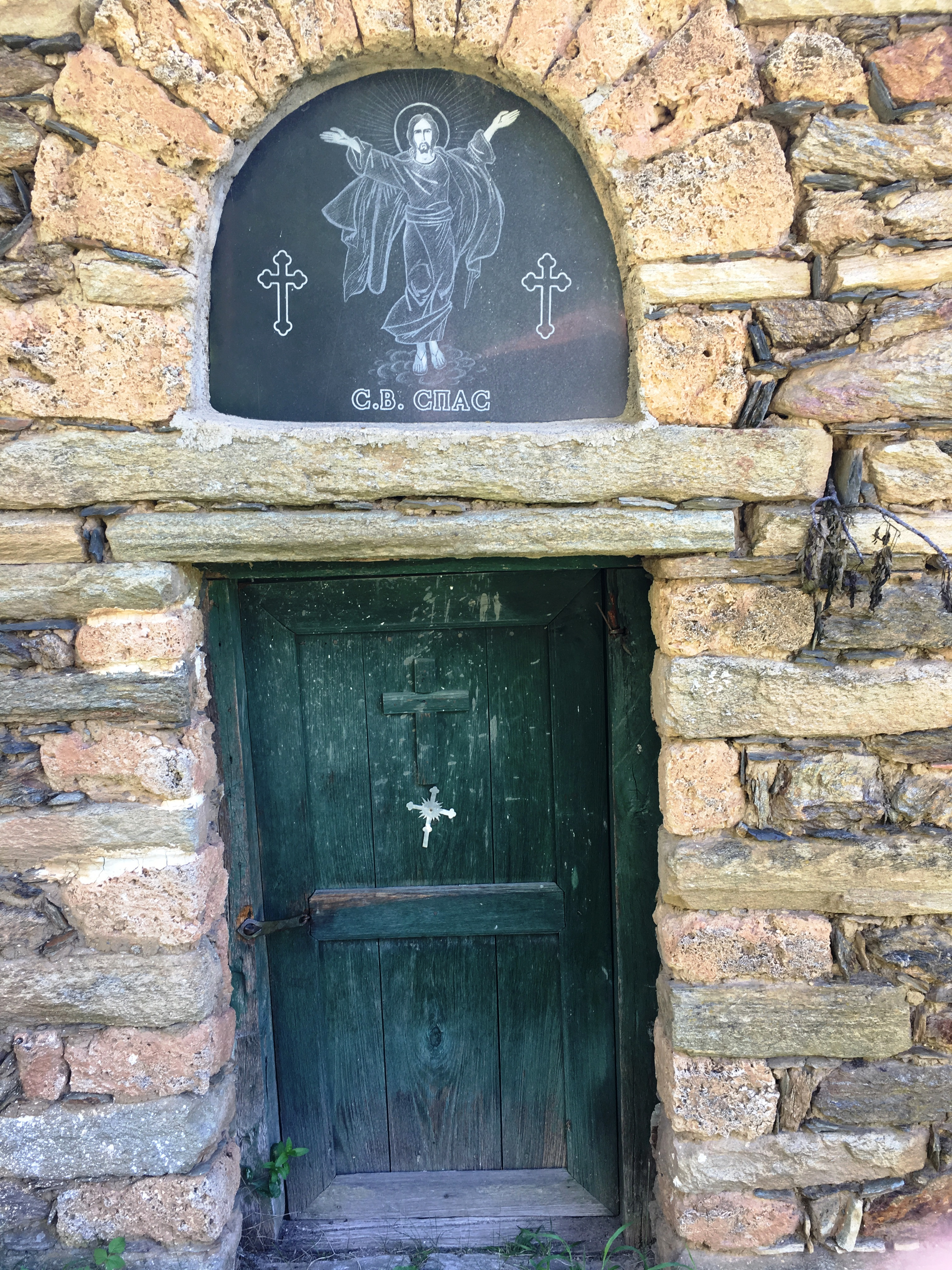
Вхідні двері церкви
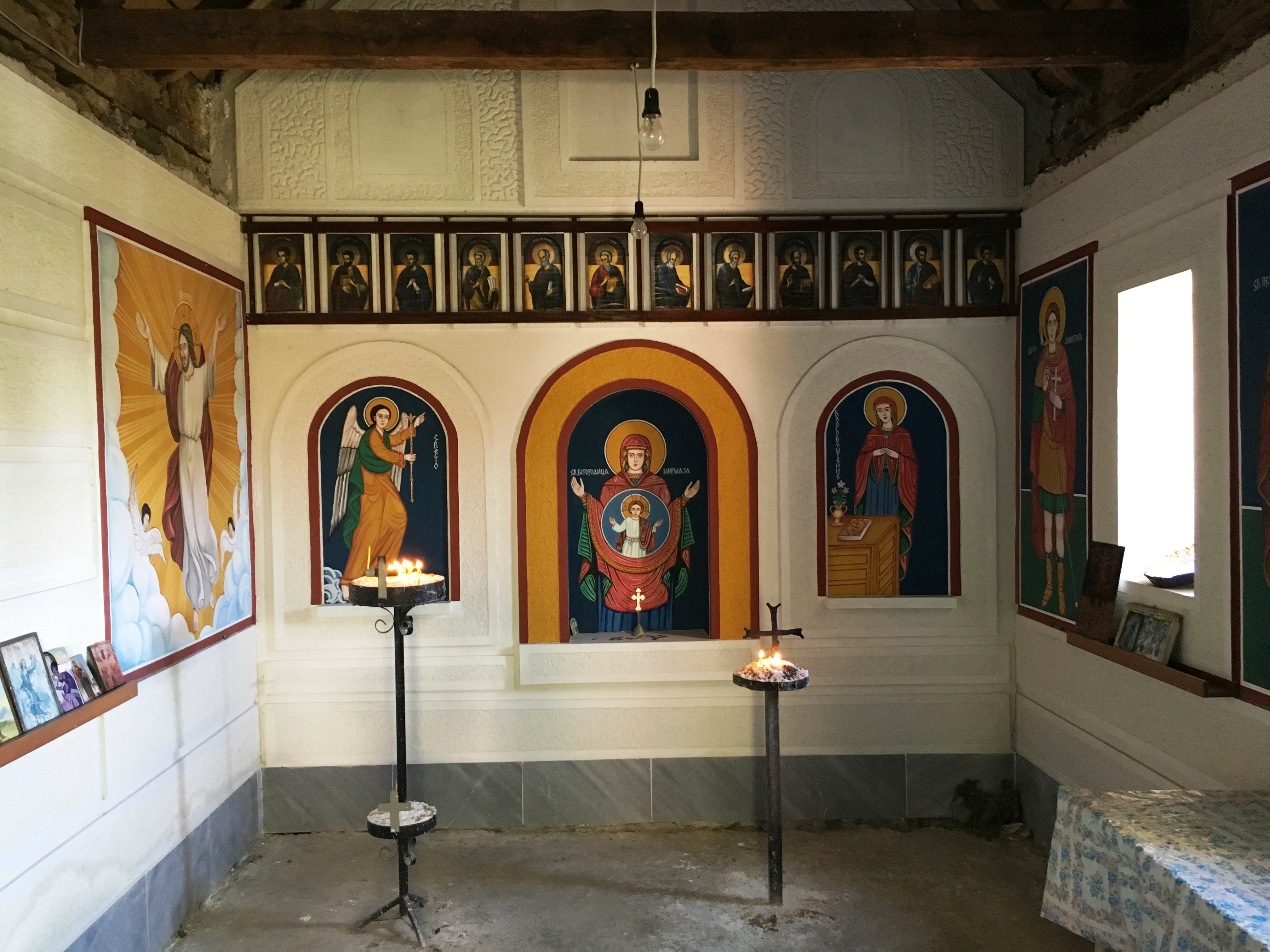
Інтер'єр церкви
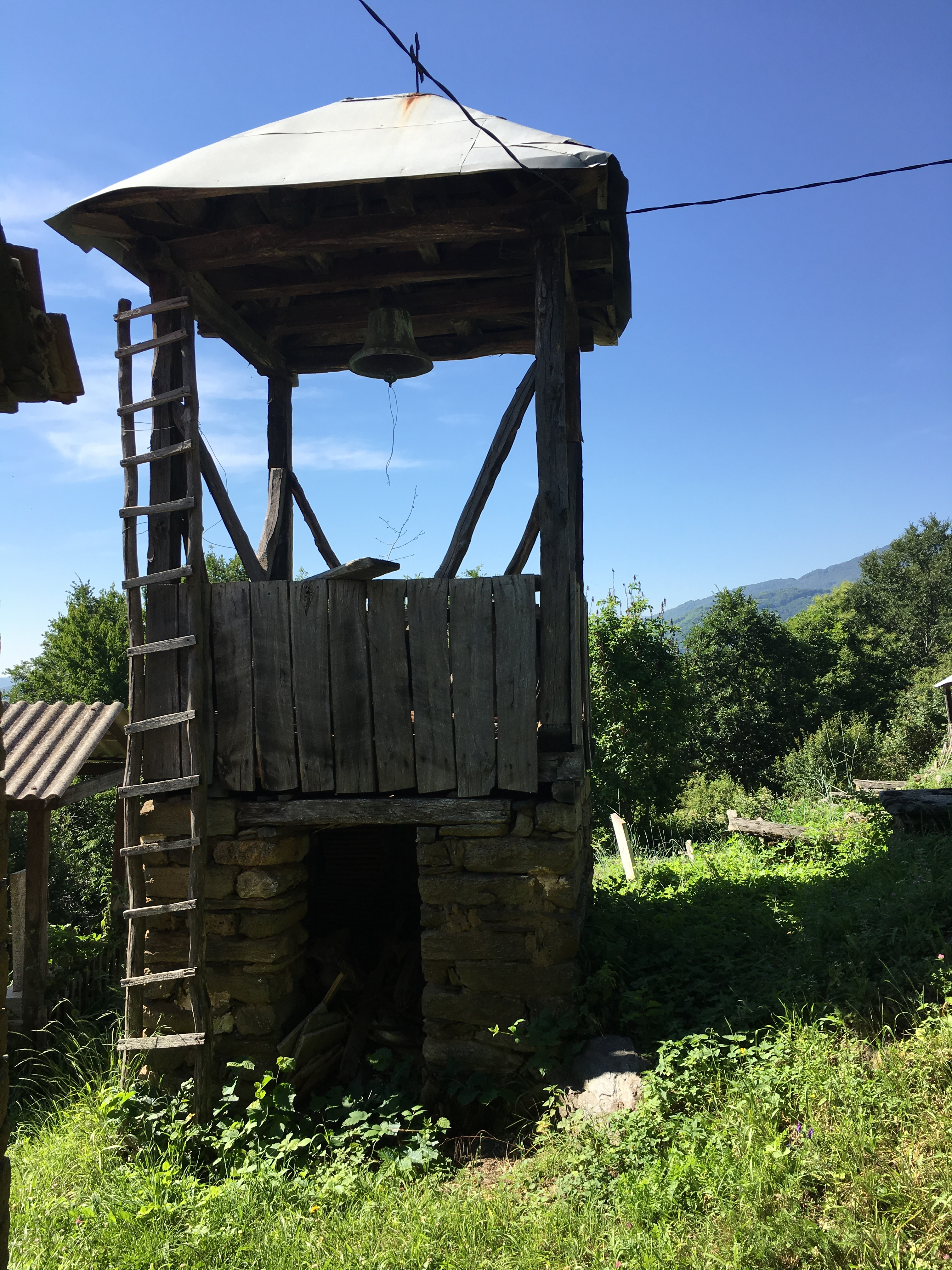
Дзвіниця
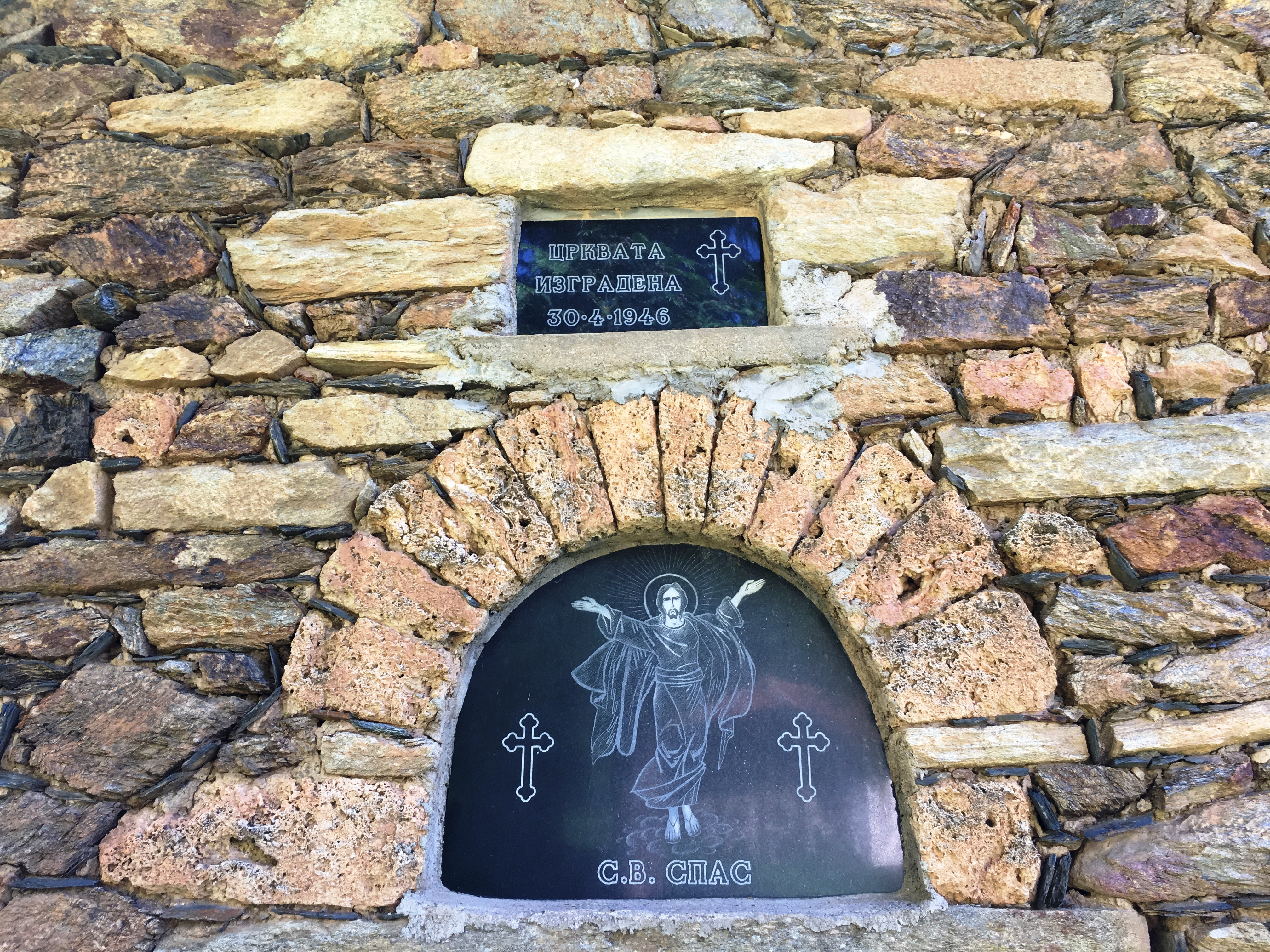
Напис про будівництво церкви
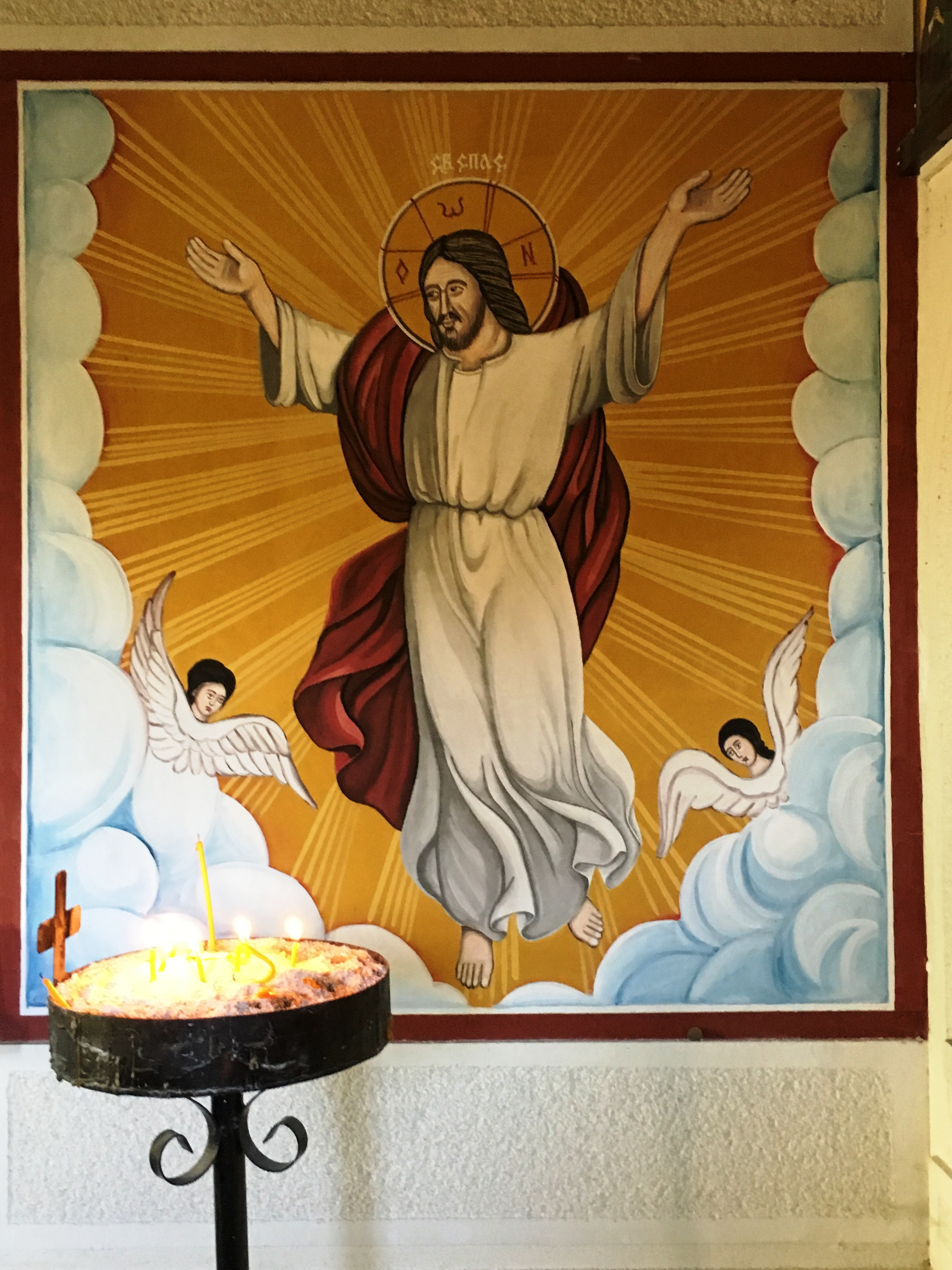
Фреска «Вознесіння Христове»
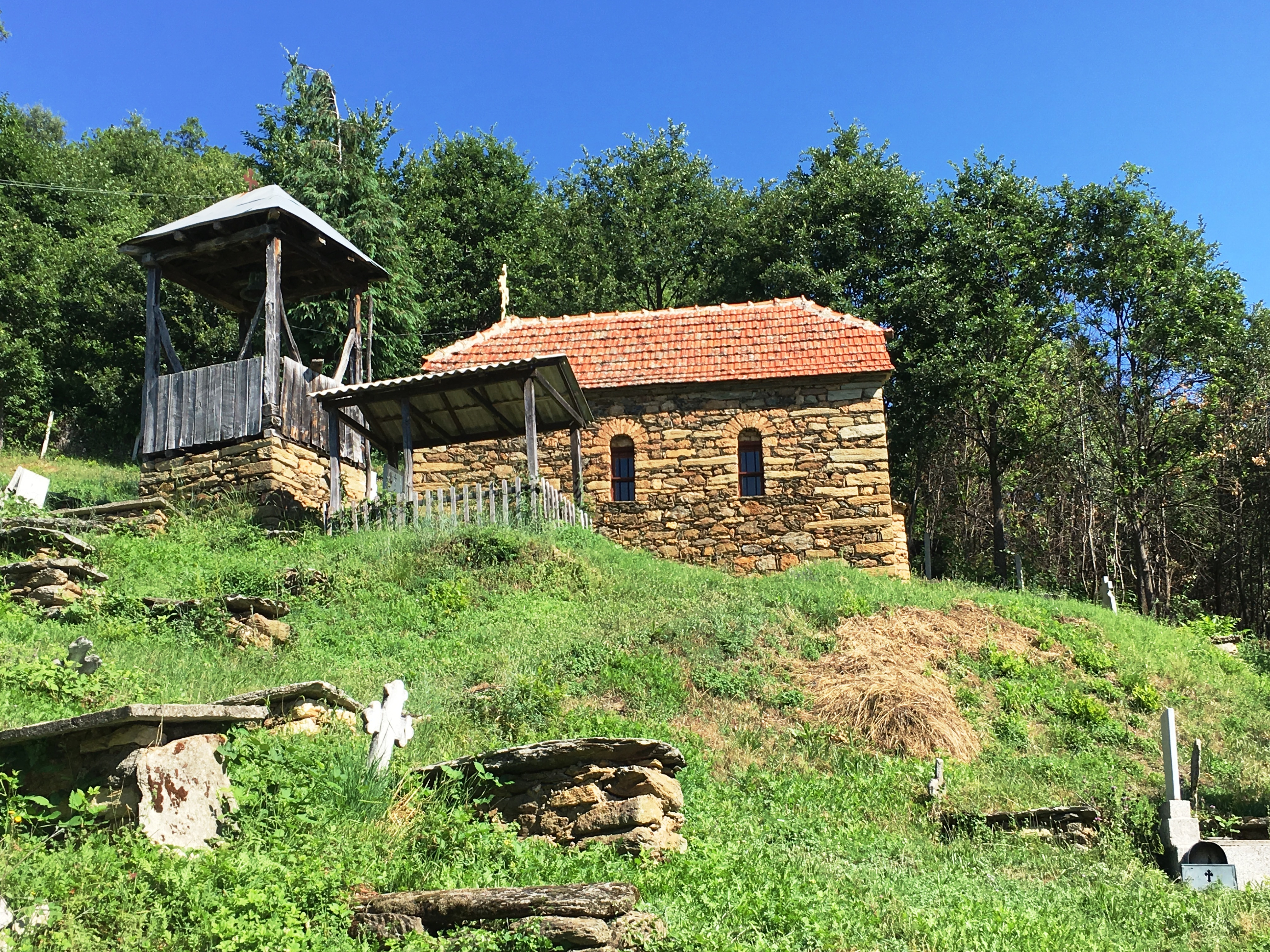
Вид на церкву
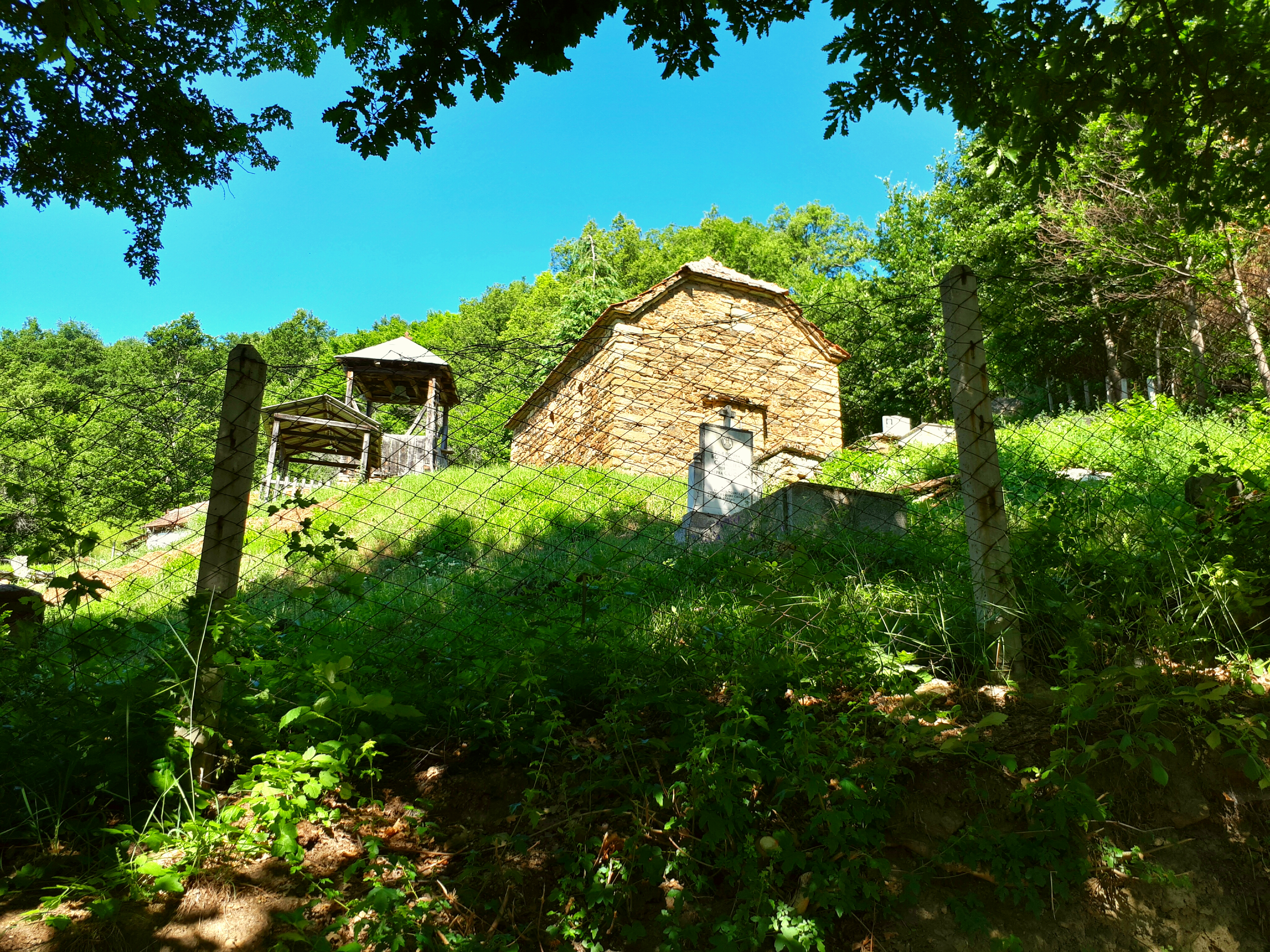
Церква з цвинтарем
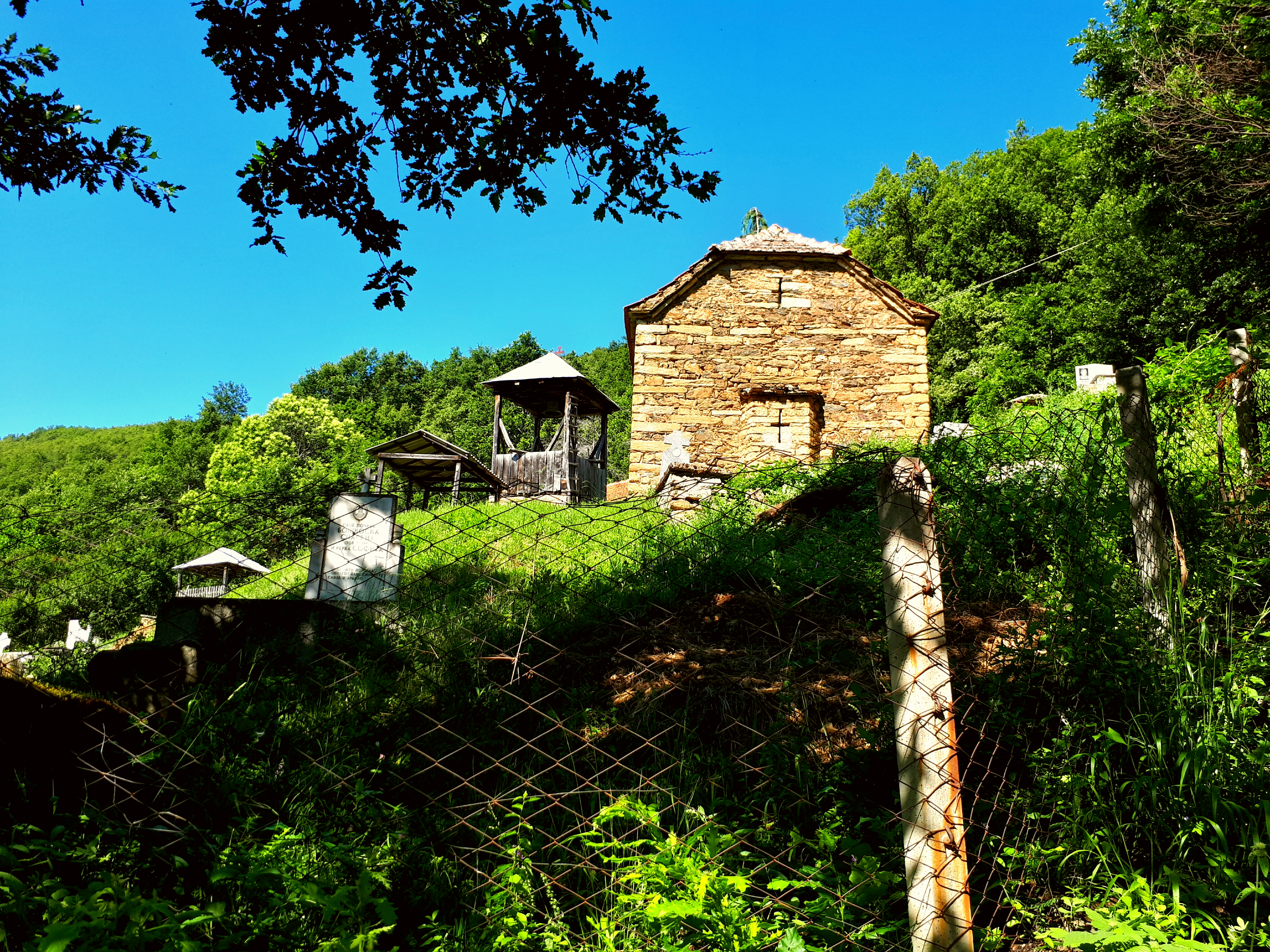
Апсида церкви